# Liste der Monuments historiques in Garentreville
Die Liste der Monuments historiques in Garentreville führt die Monuments historiques in der französischen Gemeinde Garentreville auf.

## Liste der Objekte
| Bezeichnung | Beschreibung           | Standort                       | Kennzeichnung | Schutzstatus | Datum | Bild |
| ----------- | ---------------------- | ------------------------------ | ------------- | ------------ | ----- | ---- |
| Grabplatte  | Stein, 16. Jahrhundert | in der Kirche St-Martin (Lage) | PM77003566    | Inscrit      | 1980  |      |